# 田尻祐一郎
田尻 祐一郎（たじり ゆういちろう、1954年 - ）は、日本の思想史学者。東海大学名誉教授。専門は日本思想史(近世儒学・国学・神道)。

## 経歴
1954年、茨城県水戸市で生まれた。東北大学文学部で日本思想史学を専攻し、1978年に卒業。東北大学大学院文学研究科に進み、1984年に博士課程を単位取得退学。
東海大学文学部助教授に就いた。後に教授昇格。東海大学を退任し、名誉教授となった。

## 著作

### 著書
- 『山崎闇斎の世界』ぺりかん社 2006[2]
- 『荻生徂徠』(叢書・日本の思想家 儒学編15) 明徳出版社 2008[3]
- 『江戸の思想史：人物・方法・連環』中央公論新社(中公新書2097) 2011[4][5]
- 『こころはどう捉えられてきたか：江戸思想史散策』平凡社(平凡社新書807) 2016[6]
- 『本居宣長：天地万物、皆吾ガ賞楽ノ具ナルノミ』ミネルヴァ書房(ミネルヴァ日本評伝選) 2024[7][8]

### 共編著
- 『太宰春台・服部南郭』(叢書・日本の思想家 儒学篇17) 疋田啓佑[9]共著、明徳出版社 1995[10]
- 『「訓読」論：東アジア漢文世界と日本語』中村春作・市來津由彦・前田勉共編、勉誠出版 2008[11]
- 『続・「訓読」論：東アジア漢文世界の形成』中村春作・市來津由彦・前田勉共編、勉誠出版 2010[12]
- 『江戸儒学の中庸注釈』市來津由彦・中村春作・前田勉共編、汲古書院(東アジア海域叢書) 2012[13]
- 『文学研究の思想：儒学、神道そして国学』西岡和彦・城崎陽子・山下久夫・志水義夫共著、東海大学出版部(東海大学文学部叢書) 2014[14]
- 『日本思想史講座』(全5巻) 苅部直・黒住真・佐藤弘夫・末木文美士と編集委員、ぺりかん社 2013-2015

### 翻訳
- 『水戸イデオロギー：徳川後期の言説・改革・叛乱』J・ヴィクター・コシュマン著、梅森直之共訳、ぺりかん社 1998[15]

### その他
- - 東海Book Cafe 第13回放送